# You Remind Me
"You Remind Me" é o single de estréia pela música americana de hip hop e R&B da  cantora Mary J. Blige. Lançado em Julho de 1992, foi originalmente na trilha sonora de 1991, Strictly Business, e foi o primeiro single deste álbum de estréia, What's the 411?. A canção foi escrita por Eric Milteer e foi produzido por Dave "Jam" Hall. A canção alcançou o número 29 na Billboard Hot 100 e número um na parada de singles R&B. O vídeo da música foi lançado em 1992.

## Paradas
| País           | Paradas           | Posicão |
| -------------- | ----------------- | ------- |
| Reino Unido    | UK Singles Chart  | 48      |
| Estados Unidos | Billboard Hot 100 | 29      |
| Estados Unidos | Hot R&B Singles   | 1       |